# Сьо Кеі
Сьо Кеі (яп. 尚 敬; 3 серпня 1700 — 14 березня 1752) — 19-й ван Рюкю в 1712—1752 роках.

## Життєпис
Походив з Другої династії Сьо. Старший син вана Сьо Екі. Народився 1700 року. 1712 року успадкував владу. З огляду на малий вік фактичне керівництво перебрали очільник Сансікана (вищої ради) — до 1716 року родич Сьо Ґенрйо (японською Таджіма Чою) з гілки Урасое; до 1719 року — Мо Охо. В цей час складено «Рюкю-кокю юрай-кі» — перший географотопографічний опис земель Рюкю. 1716 року відправлено посольство до імперії Цін. 1719 року офіційно затверджений китайським імператором як ван Рюкю.
1726 року здійснено редакцію «Тюдзан Сейфу» — офіційної історії Рюкю. 1728 року призначає сессей (першим міністром) і членом сансікана свого давнього порадника Сайона, передавши тому фактине керування. Спочатку було посилено контроль над продажем цукру і укону (ліків з куркуми) до Японії. Разом з тим покращено було становище з фінансами.
Потім сессей заборонив селянам переїжджати в міста, брав активну участь у розвитку сільського господарства, сприяючи розбудові гідротехнічних й іригаційних споруд. Впроваджено законодавства із збереження лісів та запровадження політики висаджування дерев. Проводилася політика з підтримки заняття ремеслами серед колишніх військовиків.
Наприкінці панування вана було видано нову офіційну історію держави — «Кю Йо». Окрема частина її була присвячена легендам та казкам Рюкю, ще одна — відносинам з Сацума-ханом.
Помер Сьо Кеі 1752 року. Йому спадкував син Сьо Боку.